# Воинское кладбище № 214 (Гославице)
 Памятник культуры Малопольского воеводства: регистрационный номер A-385 от 16 июня 1985 года.
Воинское кладбище № 214 — Гославице (пол. Cmentarz wojenny nr 214 - Gosławice) — воинское кладбище, находящееся в окрестностях села Гославице Тарнувского повята Малопольское воеводство, Польша. Кладбище входит в группу Западногалицийских воинских захоронений времён Первой мировой войны. На кладбище похоронены военнослужащие Германской и Российской армии, которые погибли в декабре 1914 — весне 1915 годов во время Первой мировой войны. Охраняемый памятник Малопольского воеводства.

## История
Кладбище было основано Департаментом воинских захоронений К. и К. военной комендатуры в Кракове в 1914 году. Автором некрополя является Роберт Мотка. На кладбище площадью 143 квадратных метра находятся 2 братских и 7 индивидуальных могил, в которых похоронены 4 германских и 16 российских солдат из 19-го Костромского пехотного полка. Известны имена двух российских солдат: сержант Николай Михайлович (погиб в январе 1915 года) и сержант Иосиф Белоус (погиб в феврале 1915 года).
16 июня 1985 года некрополь был внесён в реестр памятников культуры Малопольского воеводства.
Некрополь располагается при дороге, ведущей из Вежхославице до Коморува.

## Источник
- Oktawian Duda: Cmentarze I wojny światowej w Galicji Zachodniej. Warszawa: Ośrodek Ochrony Zabytkowego Krajobrazu, 1995. ISBN 83-85548-33-5.
- Roman Frodyma Galicyjskie Cmentarze wojenne t. II Okolice Tarnowa (Okręgi V—VII), Oficyna Wydawnicza «Rewasz», Pruszków 1998, ISBN 83-85557-38-5